# Regno d'Islanda

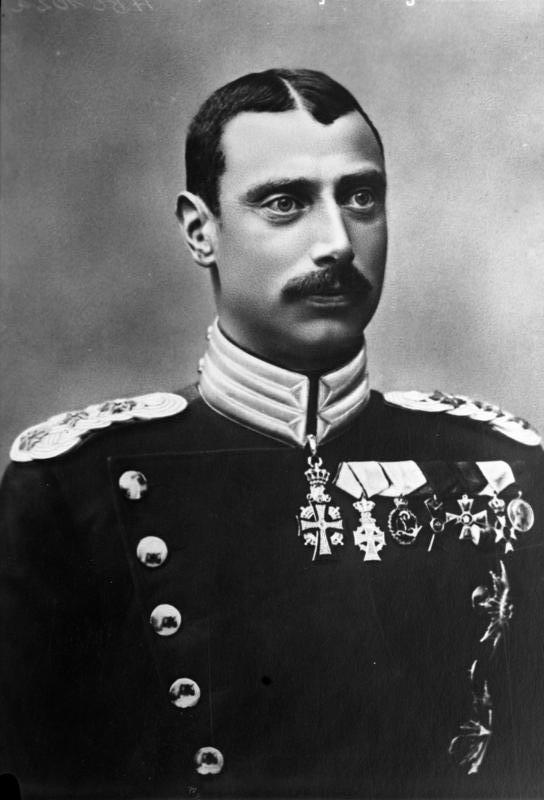
Re Cristiano di Danimarca e Islanda

Il Regno d'Islanda è stato una monarchia costituzionale durata dal 1º dicembre 1918 fino al 17 giugno 1944, quando è divenuta una repubblica indipendente.

## Origini del dominio danese
L'Islanda era sotto il controllo della Corona Danese dal 1380, anche se fino al 1814 fu formalmente di possesso norvegese. Nel 1874, mille anni dopo il primo insediamento, la Danimarca consentì l'autogoverno all'Islanda, che fu ulteriormente aumentato nel 1904. La Costituzione, scritta nel 1874, fu rivista nel 1903 e il Ministro per gli Affari Islandesi, residente a Reykjavík, fu reso responsabile per l'Althing, il parlamento islandese.
L'Atto di Unione, accordo del 1º dicembre 1918 con la Danimarca, riconobbe l'Islanda come stato con ampia autonomia interna legato alla corona danese tramite un'unione personale. Il Regno d'Islanda si dotò di una propria bandiera; la difesa, la rappresentanza internazionale e la gestione degli affari esteri rimasero in capo alla Danimarca. L'Atto sarebbe stato rivisto, secondo gli accordi iniziali, ancora nel 1940 e avrebbe potuto essere revocato tre anni dopo, se non si fosse giunti ad un accordo.

## La seconda guerra mondiale e l'istituzione della repubblica
L'occupazione tedesca della Danimarca il 9 aprile 1940 peggiorò le comunicazioni tra Islanda e Danimarca; di conseguenza, il 10 aprile, il Parlamento islandese scelse di prendere il controllo degli affari esteri, eleggendo un governatore provvisorio, Sveinn Björnsson, che divenne poi il primo presidente della Repubblica. Durante i primi anni della seconda guerra mondiale, l'Islanda rafforzò la propria posizione di neutralità, intraprendendo azioni sia contro il Regno Unito che contro la Germania nazista, che violavano le leggi di neutralità. Il 10 maggio 1940 il Regno Unito lanciò l'operazione Fork, con cui ebbe inizio l'invasione dell'isola attraverso il porto di Reykjavík. Il governo dell'Islanda emise una protesta contro ciò che definì una "flagrante violazione" della neutralità islandese. Il giorno dell'invasione, il primo ministro Hermann Jónasson lesse alla radio un annuncio che informava gli islandesi di trattare le truppe britanniche con l'educazione riservata agli ospiti. L'occupazione alleata dell'Islanda durò per tutto il conflitto.
Al culmine dell'occupazione dell'Islanda, il Regno Unito aveva circa 25 000 uomini che stazionavano sull'isola; nel luglio 1941, la responsabilità per la difesa dell'Islanda passò agli Stati Uniti, con un accordo di difesa bilaterale. Il Regno Unito aveva bisogno di tutte le proprie forze in patria, e pertanto obbligò l'Althing ad accettare la forza di occupazione statunitense. Sull'isola arrivarono circa 40 000 soldati, addirittura più della popolazione maschile maggiorenne dell'Islanda (tutta la popolazione islandese, all'epoca, era di circa 120 000 persone).
A seguito del referendum del 24 maggio 1944, l'Islanda divenne formalmente una repubblica indipendente il 17 giugno 1944. Dato che la Danimarca era ancora occupata dalla Germania nazista, molti danesi si sentirono offesi perché l'Islanda aveva attuato tale procedimento proprio in quel momento. Nonostante ciò, il re Cristiano X di Danimarca inviò un messaggio di congratulazioni al popolo islandese.

## Bandiere

Bandiera dell'Islanda (1918–1944)[1]
Bandiera di Stato dell'Islanda (1918–1944)[1]
Stendardo Reale del Re d'Islanda (1921–1944)[2]
Stendardo del Reggente (1941–1944)[2]